# Synagoga w Złotowie
Synagoga w Złotowie – nieistniejąca synagoga, która znajdowała się w Złotowie pośrodku ówczesnego Rynku Zielnego (niem. Krautmarkt), obecnie zwanego placem Ignacego Jana Paderewskiego.

## Historia
Synagoga została zbudowana w latach 1878–1879 na miejscu budynku z 1809 roku. Zdewastowana w 1937 roku, została wysadzona w powietrze w październiku 1938 roku m.in. przez saperów specjalnie sprowadzonych z Wałcza i rozebrana jeszcze przed nocą kryształową.
Obecnie na miejscu gdzie stała synagoga znajduje się obrys obszaru zajmowanego przez budynek wykonany z odmiennej kolorystycznie kostki brukowej oraz tablica pamiątkowa umieszczona w miejscu dawnej apsydy z napisem w języku polskim, hebrajskim i niemieckim:
Miejsce w którym znajdowała się synagoga gminy żydowskiej zniszczona w listopadzie 1938 r.

## Architektura
Synagoga została zbudowana na planie prostokąta w stylu mauretańskim. Nawiązywała do synagogi Tempelgasse w Wiedniu projektu Ludwiga Förstera, na co wskazywać może trójpodział fasady oraz ściany wschodniej z wyższą i szerszą częścią środkową. W ich narożnikach znajdowały się smukłe wieżyczki zwieńczone kopułkami. 
Na ścianie wschodniej znajdowała się trojboczna apsyda, nad którą znajdował się okulus. Elewacje boczne podzielone na dwie części, gdzie na górnej znajdowało się sześć wysokich okien rozczłonkowanych pilastrami, a na dolnej dwanaście. Wskazuje to na obecność galerii dla kobiet wewnątrz, które z trzech stron obiegały główną salę modlitewną. 
Całość była nakryta dachem dwuspadowym. Elewacje były pomalowane w pasy, gdzie te ciemniejsze były najprawdopodobniej czerwone, a jaśniejsze żółte. Do dziś zachowało się tylko jedno zdjęcie przedstawiające synagogę od strony południowo-wschodniej, z widocznym fragmentem podziału fasady. Nie zachowały się żadne plany architektoniczne.
Wśród wyposażenia wnętrza znajdował się świecznik chanukowy wykonany ze złoconego mosiądzu, ufundowany na początku XVIII wieku przez Augusta II Mocnego, zrabowany przez Niemców w 1937 roku.